# 呂太后 (明朝)
呂太后（14世纪—15世纪1403年后），壽州人，懿文太子朱标的妾室（皇太子次妃），后成为继室（皇太子妃），建文帝生母。

## 生平
吕氏是大臣吕本之女，皇太子朱标继室。她的生年、何时成为朱标继室，已无法考证。吕氏身份当是皇太子继妃。
洪武十年（1377年），吕氏生下长子（朱标次子）朱允炆。洪武十一年（1378年）十一月，皇太子妃常氏逝世。其后，吕氏成为继任皇太子妃。吕氏被册封为皇太子妃的具体时间，《胜朝彤史拾遗记》记为常氏逝世的当月，存疑。据《明太祖实录》的记载，当不迟于洪武十六年（1383年）八月。
洪武十八年（1385年），吕氏生次子朱允熞。洪武二十四年（1391年），吕氏生三子朱允熙。朱标女儿中，是否有她所生，史书没有记载。建文元年（1399年），朱允炆尊生母呂氏為皇太后。
靖难之变中，燕王朱棣的士兵攻至金川門，派人將呂太后迎至军中，朱棣向她行禮後述說了起兵的原由，呂太后聽完便一言不发地返回內宮，但未至內宮，宮中已四處起火焚燒。於是呂太后便帶著幼子朱允熙住在懿文太子陵。明成祖登基後於永樂元年（1403年），革除呂氏的皇太后名號與身分，復稱呂氏為皇嫂、皇太子妃。永乐四年（1406年），幼子朱允熙死于火灾。吕氏的后事则无记载。弘光元年（1645年），明安宗朱由崧恢复吕太后名號。
明末，沈德符撰《萬曆野獲編》时，指“呂后遂不知所終，今紀述中有云與建文同日自焚者，妄也”，但呂氏何時去世、安葬何处已不可考。吕氏“竟無諱日可考，亦無諡號追贈。雖大義滅親，然於文皇為長嫂，於仁宗為伯妣，恩禮缺然，可為歎息。”

## 類似人物
- 元明孝太子真金妃伯藍也怯赤（元成宗母）
- 威爾斯王妃奧古絲塔（佐治二世長媳，佐治三世母）

## 备注
1. ↑  《胜朝彤史拾遗记》记吕氏在“洪武十一年，册为皇太子继妃”。有研究者引用的版本细至“洪武十一年十一月”[4]:147。不同版本，多提及吕氏生朱雄英、建文帝、朱允熥、朱允熞、朱允熙[2]。实际上，朱雄英、朱允熥是皇太子妃常氏所生。